# كامباركا
كامباركا (بالروسية: Камбарка) هي إحدى مدن روسيا في الكيان الفدرالي الروسي أودمورتيا.